# Inauguration
Ne doit pas être confondu avec Investiture ou Intronisation.

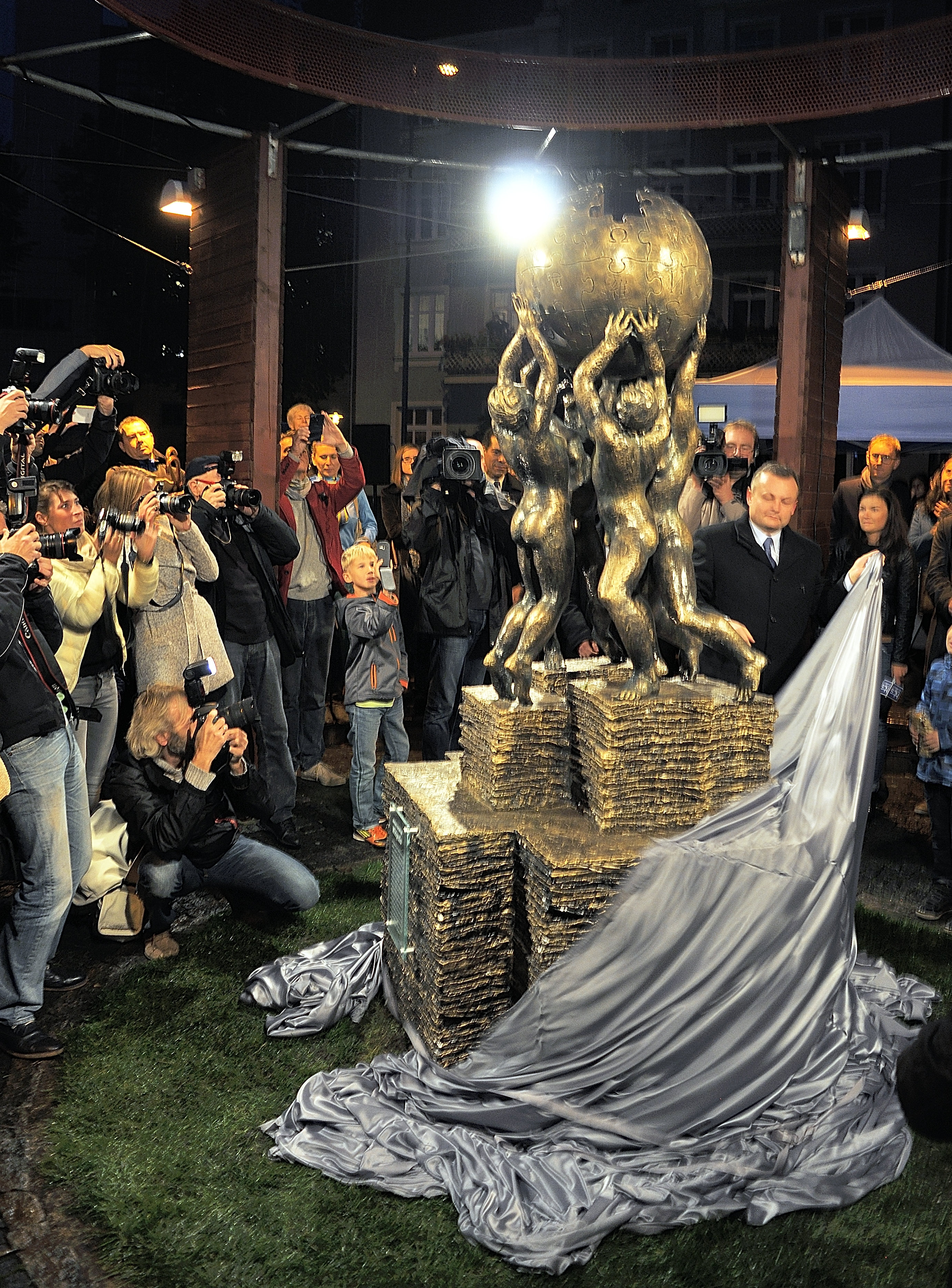
Inauguration du Monument à Wikipédia, à Słubice en Pologne, le 22 octobre 2014.

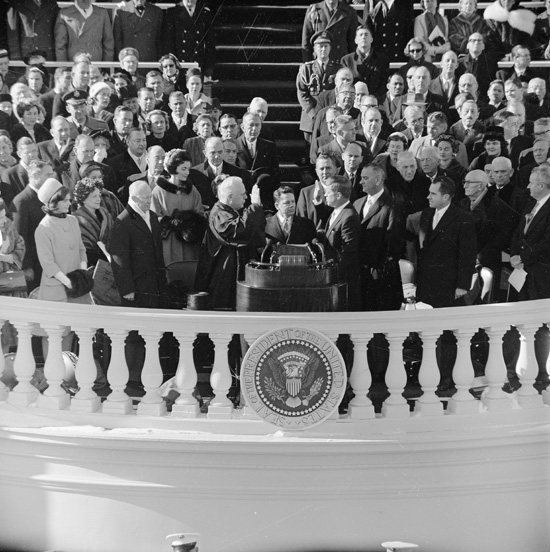
Inauguration de John Fitzgerald Kennedy, 20 janvier 1961.

Une inauguration (du bas latin inauguratio « consécration d'un lieu ou d'une personne par une cérémonie solennelle », du latin augur, « augure ») est une cérémonie solennelle destinée à marquer le début du mandat d'une personne (sacre, investiture, intronisation de souverains, élection d'un magistrat, mandat politique d'un dirigeant), à célébrer l'achèvement d'un monument ou à mettre officiellement en service un lieu public (aéroport, exposition). Le « discours inaugural » est le discours prononcé lors de cette cérémonie, il informe les gens des intentions de cette personne ou des circonstances ayant amené l'érection d'un monument ou l'ouverture de ce lieu public.
Les inaugurations politiques comportent souvent des cérémonies somptueuses dans lesquelles la personnalité politique fait publiquement sa prestation de serment devant une foule nombreuse. Le serment d'allégeance est l'équivalent de cette cérémonie dans certaines juridictions.